# Kaneaster Hodges

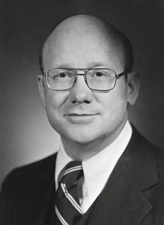
Kaneaster Hodges

Kaneaster Hodges junior (* 20. August 1938 in Newport, Jackson County, Arkansas; † 23. März 2022 ebenda) war ein US-amerikanischer Politiker der Demokratischen Partei. Er vertrat den Bundesstaat Arkansas von 1977 bis 1979 im US-Senat.

## Leben
Kaneaster Hodges besuchte zunächst die öffentlichen Schulen und danach die Princeton University in New Jersey. Dort machte er 1960 seinen Abschluss. Er setzte seine Ausbildung an der Graduate School für Theologie der Southern Methodist University in Dallas fort, wo er 1963 zu seinem Abschluss kam; danach folgte noch das juristische Examen an der University of Arkansas in Fayetteville im Jahr 1967. Unmittelbar darauf wurde er in die Anwaltskammer von Arkansas aufgenommen.
Nach beruflichen Tätigkeiten als Laienprediger, Anwalt und Farmer sowie als Krankenhausgeistlicher trat Hodges 1967 in die Dienste seiner Heimatstadt Newport, bei der er bis 1974 als Prozessanwalt und stellvertretender Staatsanwalt beschäftigt war. Von 1974 bis 1976 war er Vorsitzender des Naturerbeausschusses von Arkansas; danach saß er bis 1977 in der staatlichen Jagd- und Fischereikommission. Im Jahr 1975 gehörte er als Sekretär dem Stab von Gouverneur David Pryor an.
Pryor ernannte Hodges am 10. Dezember 1977 zum Nachfolger des kurz zuvor verstorbenen US-Senators John Little McClellan. Er nahm dieses Mandat bis zum 3. Januar 1979 wahr; eine Kandidatur für die nächste Legislaturperiode war ihm durch die Verfassung von Arkansas untersagt. Sein Nachfolger wurde David Pryor. Hodges zog sich danach aus der Politik zurück; er verbrachte seinen Ruhestand in seinem Geburtsort Newport.